# Justine Braisaz-Bouchet
Justine Braisaz-Bouchet (n. 4 iulie 1996, Albertville, Rhône-Alpes, Franța) este o biatlonistă ce a reprezentat Franța, medaliată olimpică. A participat la două ediții ale Jocurilor Olimpice (2018, 2022) în care a câștigat două medalii de aur.